# Seiun-Preis
Der Seiun-Preis (jap. 星雲賞, Seiun-shō) ist ein japanischer Literaturpreis, der herausragende nationale Science-Fiction-Werke auszeichnet. Er wird seit 1970 jährlich von den Teilnehmern des Nihon SF Taikai, der wichtigsten Science-Fiction-Convention Japans, aus einer Liste von Nominierungen gewählt.
Der Preis gilt als japanisches Gegenstück zum US-amerikanischen Hugo Award, der auf der Worldcon verliehen wird. Eine englische Übersetzung seines Namens wäre Nebula Award, was wiederum ein anderer US-amerikanischer SF-Literaturpreis ist.

## Kategorien
Der Preis wird in folgenden Kategorien vergeben:
- Bester japanischer Roman (日本長編部門, nippon chōhen bumon)
- Beste japanische Kurzgeschichte (日本短編部門, nippon tanpen bumon)
- Bester fremdsprachiger Roman (海外長編部門, kaigai chōhen bumon)
- Beste fremdsprachige Kurzgeschichte (海外短編部門, kaigai tanpen bumon)
- Bestes Medienprodukt (メディア部門, media bumon), bis 1979 Bester Film oder Schauspiel (映画演劇部門, eiga engeki bumon)
- Bester Comic (コミック部門, komikku bumon; seit 1978)
- Bester Künstler (アート部門, āto bumon; seit 1979)
- Bestes Sachbuch (ノンフィクション部門, nonfikushon bumon; seit 1985)
- Freie Kategorie (自由部門, jiyū bumon; seit 2002)

## Preisträger (Auswahl)

### Bester japanischer Roman
| Jahr | Titel                                                                                 | Autor                        |
| ---- | ------------------------------------------------------------------------------------- | ---------------------------- |
| 1970 | Reichōrui Minami e (霊長類 南へ)                                                      | Yasutaka Tsutsui             |
| 1971 | Tsugu no wa dare ka? (継ぐのは誰か?)                                                  | Sakyō Komatsu                |
| 1972 | Ishi no Ketsumyaku (石の血脈)                                                         | Ryō Hanmura                  |
| 1973 | Kagami no Kuni no Alice (鏡の国のアリス, Kagami no Kuni Arisu)                        | Tadashi Hirose               |
| 1974 | Nippon Chinbotsu (日本沈没)                                                           | Sakyō Komatsu                |
| 1975 | Mein Blut ist das Blut eines anderen (おれの血は他人の血, Ore no Chi wa Tanin no Chi) | Yasutaka Tsutsui             |
| 1976 | Nanase Futatabi (七瀬ふたたび)                                                        | Yasutaka Tsutsui             |
| 1977 | Saikoro Tokkōtai (サイコロ特攻隊)                                                     | Musashi Kanbe                |
| 1978 | Chikyū Seishin Bunseki Kiroku (地球・精神分析記録)                                    | Masaki Yamada                |
| 1979 | Shōmetsu no Kōrin (消滅の光輪)                                                        | Taku Mayumura                |
| 1980 | Hōseki Dorobō (宝石泥棒)                                                              | Masaki Yamada                |
| 1981 | Kaseijin Senshi (火星人先史)                                                          | Chiaki Kawamata              |
| 1982 | Kirikirijin (吉里吉里人)                                                              | Hisashi Inoue                |
| 1983 | Sayonara Jupiter (さよならジュピター)                                                 | Sakyō Komatsu                |
| 1984 | Teki wa Kaizoku: Kaizokuban (敵は海賊・海賊版)                                        | Chōhei Kanbayashi            |
| 1985 | Sentō Yōsei Yukikaze (戦闘妖精・雪風)                                                 | Chōhei Kanbayashi            |
| 1986 | Dirty Pair no Daigyakuten (ダーティペアの大逆転)                                      | Haruka Takachiho             |
| 1987 | Prism (プリズム, Purizumu)                                                            | Chōhei Kanbayashi            |
| 1988 | Ginga Eiyū Densetsu (銀河英雄伝説)                                                    | Yoshiki Tanaka               |
| 1989 | Babylonia Wave (バビロニア・ウェーブ Babironia Wēbu)                                  | Akira Hori                   |
| 1990 | Jōgen no Tsuki o Taberu Shishi (上弦の月を喰べる獅子)                                 | Baku Yumemakura              |
| 1991 | Hybrid Child (ハイブリット・チャイルド, Haiburitto Chairudo)                          | Mariko Ōhara                 |
| 1992 | Merusasu no Shōnen (メルサスの少年)                                                   | Hiroe Kan                    |
| 1993 | Venus City (ヴィーナス・シティ, Vīnasu Shiti)                                         | Gorō Masaki                  |
| 1994 | Owari naki Sakuteki (終わりなき索敵)                                                  | Kōshū Tani                   |
| 1995 | Kishin Heidan (機神兵団)                                                              | Masaki Yamada                |
| 1996 | Hikishio no Toki (引き潮のとき)                                                       | Taku Mayumura                |
| 1997 | Seikai no Monshō                                                                      | Hiroyuki Morioka             |
| 1998 | Teki wa Kaizoku: A-kyū no Teki (敵は海賊・A級の敵)                                    | Chōhei Kanbayashi            |
| 1999 | Suiseigari (彗星狩り)                                                                 | Yūichi Sasamoto              |
| 2000 | Good Luck: Sentō Yōsei Yukikaze (グッドラック 戦闘妖精・雪風)                         | Chōhei Kanbayashi            |
| 2001 | Eien no Mori: Hakubutsukan Wakusei (永遠の森／博物館惑星)                             | Hiroe Kan                    |
| 2002 | Fuwafuwa no Izumi (ふわふわの泉)                                                      | Hōsuke Nojiri                |
| 2003 | Taiyō no Sandatsusha (太陽の簒奪者)                                                   | Hōsuke Nojiri                |
| 2004 | Dai-roku Tairiku (第六大陸)                                                           | Issui Ogawa                  |
| 2005 | Ariel                                                                                 | Yūichi Sasamoto              |
| 2006 | Summer / Time / Traveler (サマー/タイム/トラベラー)                                   | Kazuma Shinjō                |
| 2007 | Nippon Chinbotsu: Dai-ni-bu (日本沈没 第二部)                                         | Sakyō Komatsu und Kōshū Tani |
| 2008 | Toshokan Sensō (Serie) (図書館戦争)                                                   | Hiro Arikawa                 |
| 2009 | Harmony (ハーモニー, Hāmonī)                                                          | Keikaku Itō                  |
| 2010 | Guin Saga (グイン・サーガ)                                                            | Kaoru Kurimoto               |
| 2011 | Kyonen wa ii Toshi ni naru darō (去年はいい年になるだろう)                            | Hiroshi Yamamoto             |
| 2012 | Tengoku to Jigoku (天獄と地国)                                                        | Yasumi Kobayashi             |
| 2013 | Shisha no Teikoku (屍者の帝国)                                                        | Keikaku Itō und Tō Enjō      |
| 2014 | Kororogidake kara Mokusei Troja e (コロロギ岳から木星トロヤへ)                        | Issui Ogawa                  |
| 2015 | Orbital Cloud (オービタル・クラウド)                                                  | Taiyō Fujii                  |
| 2016 | Onshū Seiiki (怨讐星域)                                                               | Shinji Kajio                 |
| 2017 | Ultraman F (ウルトラマンF)                                                            | Yasumi Kobayashi             |
| 2018 | Ato wa No to nare Yamato Nadeshiko (あとは野となれ大和撫子)                           | Yūsuke Miyauchi              |
| 2019 | Reigōkin (零號琴)                                                                     | Hirotaka Tobi                |
| 2020 | Tenmei no shirube (天冥の標)                                                          | Ogawa Issui                  |
| 2021 | Seikei Izumo no heitan (星系出雲の兵站)                                               | Jōji Hayashi                 |
| 2022 | Tsuki to Raika to Nosuferatu (月とライカと吸血姫)                                     | Keisuke Makino               |

### Bester fremdsprachiger Roman
| Jahr | Titel                         | Autor                                            | Übersetzer                                                |
| ---- | ----------------------------- | ------------------------------------------------ | --------------------------------------------------------- |
| 1970 | The Crystal World             | J. G. Ballard                                    | Yasuo Nakamura                                            |
| 1971 | The Andromeda Strain          | Michael Crichton                                 | Hisashi Asakura                                           |
| 1972 | Nightwings                    | Robert Silverberg                                | Takako Satō                                               |
| 1973 | The Sirens of Titan           | Kurt Vonnegut                                    | Hisashi Asakura                                           |
| 1974 | Dune                          | Frank Herbert                                    | Tetsu Yano                                                |
| 1975 | Up the Line                   | Robert Silverberg                                | Yasuo Nakamura                                            |
| 1976 | …And Call Me Conrad           | Roger Zelazny                                    | Fusa Obi                                                  |
| 1977 | The Dragon Masters            | Jack Vance                                       | Hisashi Asakura                                           |
| 1978 | I Will Fear No Evil           | Robert A. Heinlein                               | Tetsu Yano                                                |
| 1979 | Ringworld                     | Larry Niven                                      | Rei Kozumi                                                |
| 1980 | Rendezvous with Rama          | Arthur C. Clarke                                 | Hiroshi Minamiyama                                        |
| 1981 | Inherit the Stars             | James P. Hogan                                   | Hiroaki Ike                                               |
| 1982 | The Genesis Machine           | James P. Hogan                                   | Hiroaki Ike                                               |
| 1983 | Dragon's Egg                  | Robert L. Forward                                | Akira Yamataka                                            |
| 1984 | The Garments of Caean         | Barrington J. Bayley                             | Wataru Fuyukawa                                           |
| 1985 | The Zen Gun                   | Barrington J. Bayley                             | Akinobu Sakai                                             |
| 1986 | Elric von Melniboné           | Michael Moorcock                                 | Hitoshi Yasuda & Akemi Itsuji                             |
| 1987 | Neuromancer                   | William Gibson                                   | Hisashi Kuroma                                            |
| 1988 | Norstrilia                    | Cordwainer Smith                                 | Hisashi Asakura                                           |
| 1989 | Footfall                      | Larry Niven & Jerry Pournelle                    | Akinobu Sakai                                             |
| 1990 | Collision with Chronos        | Barrington J. Bayley                             | Nozomi Ohmori                                             |
| 1991 | The Uplift War                | David Brin                                       | Akinobu Sakai                                             |
| 1992 | The McAndrew Chronicles       | Charles Sheffield                                | Akinobu Sakai                                             |
| 1993 | Tau Zero                      | Poul Anderson                                    | Hisashi Asakura                                           |
| 1994 | Entoverse                     | James P. Hogan                                   | Hiroaki Ike                                               |
| 1995 | Hyperion                      | Dan Simmons                                      | Akinobu Sakai                                             |
| 1996 | The Fall of Hyperion          | Dan Simmons                                      | Akinobu Sakai                                             |
| 1996 | Timelike Infinity             | Stephen Baxter                                   | Kazuko Onoda                                              |
| 1997 | End of an Era                 | Robert J. Sawyer                                 | Masayuki Uchida                                           |
| 1998 | Fallen Angels                 | Larry Niven & Jerry Pournelle & Michael F. Flynn | Osamu Asai                                                |
| 1999 | The Time Ships                | Stephen Baxter                                   | Naoya Nakahara                                            |
| 1999 | Red Mars                      | Kim Stanley Robinson                             | Yutaka Ōshima                                             |
| 2000 | Kirinyaga                     | Mike Resnick                                     | Masayuki Uchida                                           |
| 2001 | The Positronic Man            | Isaac Asimov & Robert Silverberg                 | Tōru Nakamura                                             |
| 2002 | There and Back Again          | Pat Murphy                                       | Hisashi Asakura                                           |
| 2003 | Illegal Alien                 | Robert J. Sawyer                                 | Masayuki Uchida                                           |
| 2004 | Heaven's Reach                | David Brin                                       | Akinobu Sakai                                             |
| 2005 | Distress                      | Greg Egan                                        | Makoto Yamagishi                                          |
| 2006 | Diaspora                      | Greg Egan                                        | Makoto Yamagishi                                          |
| 2007 | Mortal Engines                | Philip Reeve                                     | Rei Anno                                                  |
| 2008 | Brightness Falls from the Air | James Tiptree, Jr.                               | Hisashi Asakura                                           |
| 2009 | Spin                          | Robert Charles Wilson                            | Takeshi Mogi                                              |
| 2010 | The Last Colony               | John Scalzi                                      | Masayuki Uchida                                           |
| 2011 | Eifelheim                     | Michael F. Flynn                                 | Yōichi Shimada                                            |
| 2012 | The Windup Girl               | Paolo Bacigalupi                                 | Kazue Tanaka & Hiroshi Kaneko                             |
| 2013 | The Android's Dream           | John Scalzi                                      | Masayuki Uchida                                           |
| 2014 | Blindsight                    | Peter Watts                                      | Yōichi Shimada                                            |
| 2015 | The Martian                   | Andy Weir                                        | Kazuko Onoda                                              |
| 2016 | Ancillary Justice             | Ann Leckie                                       | Hideko Akao                                               |
| 2017 | United States of Japan        | Peter Tieryas                                    | Naoya Nakahara                                            |
| 2018 | Sleeping Giants               | Sylvain Neuvel                                   | Chiori Sada                                               |
| 2019 | Mecha Samurai Empire          | Peter Tieryas                                    | Naoya Nakahara                                            |
| 2020 | Die drei Sonnen               | Liu Cixin                                        | Tōya Tachihara, Nozomi Ōmori, Sakura Mitsuyoshi, Wan Chai |
| 2021 | Der dunkle Wald               | Liu Cixin                                        | Nozomi Ōmori, Tōya Tachihara, Kaori Uehara, Tomari Kō     |
| 2022 | Der Astronaut                 | Andy Weir                                        | Kazuko Onoda                                              |

### Beste fremdsprachige Kurzgeschichte
| Jahr | Titel                                               | Autor                           | Übersetzer                          |
| ---- | --------------------------------------------------- | ------------------------------- | ----------------------------------- |
| 1970 | The Squirrel Cage                                   | Thomas M. Disch                 | Norio Itō                           |
| 1971 | The Poems                                           | Ray Bradbury                    | Norio Itō                           |
| 1972 | The Blue Bottle                                     | Ray Bradbury                    | Norio Itō                           |
| 1973 | The Black Ferris                                    | Ray Bradbury                    | Norio Itō                           |
| 1974 | A Meeting with Medusa                               | Arthur C. Clarke                | Norio Itō                           |
| 1975 | Eurema's Dam                                        | R. A. Lafferty                  | Norio Itō                           |
| 1976 | Wet Paint                                           | A. Bertram Chandler             | Masahiro Noda                       |
| 1977 | Rozprawa                                            | Stanisław Lem                   | Tadashi Fukami                      |
| 1978 | (nicht verliehen)                                   | (nicht verliehen)               | (nicht verliehen)                   |
| 1979 | Inconstant Moon                                     | Larry Niven                     | Rei Kozumi                          |
| 1980 | (nicht verliehen)                                   | (nicht verliehen)               | (nicht verliehen)                   |
| 1981 | A Relic of the Empire                               | Larry Niven                     | Rei Kozumi                          |
| 1982 | The Brave Little Toaster                            | Thomas M. Disch                 | Hisashi Asakura                     |
| 1983 | Nightflyers                                         | George R. R. Martin             | Hitoshi Yasuda                      |
| 1984 | Unicorn Variation                                   | Roger Zelazny                   | Jun Kazami                          |
| 1985 | (nicht verliehen)                                   | (nicht verliehen)               | (nicht verliehen)                   |
| 1986 | (nicht verliehen)                                   | (nicht verliehen)               | (nicht verliehen)                   |
| 1987 | Press Enter■                                        | John Varley                     | Jun Kazami                          |
| 1988 | The Only Neat Thing To Do                           | James Tiptree, Jr.              | Hisashi Asakura                     |
| 1989 | Eye for Eye                                         | Orson Scott Card                | Mariko Fukamachi                    |
| 1990 | Think Blue, Count Two                               | Cordwainer Smith                | Norio Itō                           |
| 1991 | Schrödinger's Kitten                                | George Alec Effinger            | Hisashi Asakura                     |
| 1992 | Tango Charlie and Foxtrot Romeo                     | John Varley                     | Hisashi Asakura                     |
| 1993 | Groaning Hinges of the World                        | R. A. Lafferty                  | Hisashi Asakura                     |
| 1994 | Tangents                                            | Greg Bear                       | Akinobu Sakai                       |
| 1995 | The Planet Named Shayol                             | Cordwainer Smith                | Norio Itō                           |
| 1996 | Robot Visions                                       | Isaac Asimov                    | Norio Itō                           |
| 1997 | Heads                                               | Greg Bear                       | Kazuko Onoda                        |
| 1998 | The Death of Captain Future                         | Allen Steele                    | Masahiro Noda                       |
| 1999 | This Year's Class Picture                           | Dan Simmons                     | Yōichi Shimada                      |
| 2000 | Out of the Everywhere                               | James Tiptree, Jr.              | Norio Itō                           |
| 2001 | Oceanic                                             | Greg Egan                       | Makoto Yamagishi                    |
| 2002 | Story of Your Life                                  | Ted Chiang                      | Shigeyuki Kude                      |
| 2002 | Reasons to be Cheerful                              | Greg Egan                       | Makoto Yamagishi                    |
| 2003 | Luminous                                            | Greg Egan                       | Makoto Yamagishi                    |
| 2004 | Hell Is the Absence of God                          | Ted Chiang                      | Makoto Yamagishi                    |
| 2005 | And Now the News...                                 | Theodore Sturgeon               | Nozomi Ohmori                       |
| 2006 | The Human Front                                     | Ken MacLeod                     | Yooichi Shimada                     |
| 2007 | The Astronaut from Wyoming                          | Adam-Troy Castro & Jerry Oltion | Hisashi Asakura                     |
| 2008 | Weather                                             | Alastair Reynolds               | Naoya Nakahara                      |
| 2009 | The Merchant and the Alchemist's Gate               | Ted Chiang                      | Nozomi Ohmori                       |
| 2010 | Dark Integers                                       | Greg Egan                       | Makoto Yamagishi                    |
| 2011 | Carry the Moon in My Pocket                         | James Lovegrove                 | Tōru Nakamura                       |
| 2012 | The Lifecycle of Software Objects                   | Ted Chiang                      | Nozomi Ohmori                       |
| 2013 | Pocketful of Dharma                                 | Paolo Bacigalupi                | Hiroshi Kaneko                      |
| 2014 | The Paper Menagerie                                 | Ken Liu                         | Yoshimichi Furusawa                 |
| 2015 | The Girl-Thing Who Went Out for Sushi               | Pat Cadigan                     | Yooichi Shimada                     |
| 2016 | Good Hunting                                        | Ken Liu                         | Yoshimichi Furusawa                 |
| 2017 | Backward, Turn Backward                             | James Tiptree, Jr.              | Kazuko Onoda                        |
| 2017 | Simulacrum                                          | Ken Liu                         | Yoshimichi Furusawa                 |
| 2018 | Folding Beijing (北京折叠)                          | Hao Jingfang (郝景芳)           | Mayumi Ōtani & Ken Liu (englisch)   |
| 2019 | The Circle (円)                                     | Liu Cixin                       | Naoya Nakahara & Ken Liu (englisch) |
| 2020 | Uncanny Valley                                      | Greg Egan                       | Makoto Yamagishi                    |
| 2021 | Zima Blue                                           | Alastair Reynolds               | Naoya Nakahara                      |
| 2022 | The One with the Interstellar Group Consciousnesses | James Alan Gardner              | Chiori Sada                         |

### Bester Film / Bestes Schauspiel / Bestes Medienprodukt
| Jahr | Titel                                                |
| ---- | ---------------------------------------------------- |
| 1970 | Nummer 6                                             |
| 1970 | Charly                                               |
| 1971 | UFO                                                  |
| 1972 | Andromeda – Tödlicher Staub aus dem All              |
| 1973 | Uhrwerk Orange                                       |
| 1974 | …Jahr 2022… die überleben wollen                     |
| 1975 | Uchū Senkan Yamato                                   |
| 1976 | Star                                                 |
| 1977 | nicht verliehen                                      |
| 1978 | Solaris                                              |
| 1979 | Krieg der Sterne                                     |
| 1980 | Alien – Das unheimliche Wesen aus einer fremden Welt |
| 1981 | Das Imperium schlägt zurück                          |
| 1982 | nicht verliehen                                      |
| 1983 | Blade Runner                                         |
| 1984 | Der dunkle Kristall                                  |
| 1985 | Nausicaä aus dem Tal der Winde                       |
| 1986 | Zurück in die Zukunft                                |
| 1987 | Brazil                                               |
| 1988 | Wings of Honneamise                                  |
| 1989 | Mein Nachbar Totoro                                  |
| 1990 | Gunbuster                                            |
| 1991 | Ginga Uchū Odyssey                                   |
| 1992 | Terminator 2 – Tag der Abrechnung                    |
| 1993 | Mama wa Shōgaku 4 Nensei                             |
| 1994 | Jurassic Park                                        |
| 1995 | Zeiram 2                                             |
| 1996 | Gamera – Guardian of the Universe                    |
| 1997 | Gamera 2: Region Shūrai                              |
| 1998 | Ultraman Tiga                                        |
| 1999 | Kidō Senkan Nadeshiko – The Prince of Darkness       |
| 2000 | Cowboy Bebop                                         |
| 2001 | Kōkidō Gensō Gunparade March                         |
| 2002 | Kamen Rider Kūga                                     |
| 2003 | Voices of a Distant Star                             |
| 2004 | Die zwei Türme                                       |
| 2005 | Planetes                                             |
| 2006 | Tokusō Sentai Dekaranger                             |
| 2007 | Das Mädchen, das durch die Zeit sprang               |
| 2008 | Dennō Coil                                           |
| 2009 | Macross Frontier                                     |
| 2010 | Summer Wars                                          |
| 2011 | District 9                                           |
| 2012 | Puella Magi Madoka Magica                            |
| 2013 | Mōretsu Pirates                                      |
| 2014 | Pacific Rim                                          |
| 2015 | Uchū Senkan Yamato 2019 Hoshi Meguru Hakobune        |
| 2016 | Girls und Panzer                                     |
| 2017 | Shin Godzilla                                        |
| 2018 | Kemono Friends                                       |
| 2019 | SSSS.Gridman                                         |
| 2020 | Kanata no Astra                                      |
| 2021 | Ultraman Z                                           |
| 2022 | Godzilla Singular Point                              |

### Bester Comic
| Jahr | Titel                                                             | Zeichner bzw. Autor                           |
| ---- | ----------------------------------------------------------------- | --------------------------------------------- |
| 1978 | Terra e…                                                          | Keiko Takemiya                                |
| 1979 | Fujōri Nikki                                                      | Hideo Azuma                                   |
| 1980 | Star Red                                                          | Moto Hagio                                    |
| 1981 | Densetsu                                                          | Waka Mizuki                                   |
| 1982 | Kibun wa mō Sensō                                                 | Katsuhiro Otomo                               |
| 1983 | Gin no Sankaku                                                    | Moto Hagio                                    |
| 1984 | Das Selbstmordparadies                                            | Katsuhiro Otomo                               |
| 1985 | X+Y                                                               | Moto Hagio                                    |
| 1986 | Appleseed                                                         | Masamune Shirow                               |
| 1987 | Urusei Yatsura                                                    | Rumiko Takahashi                              |
| 1988 | Kyūkyoku Chōjin R                                                 | Masami Yūki                                   |
| 1989 | Mermaid Saga                                                      | Rumiko Takahashi                              |
| 1990 | So What?                                                          | Megumi Wakatsuki                              |
| 1991 | Uchū Daizakka                                                     | Eiji Yokoyama                                 |
| 1992 | Yamataika                                                         | Yukinobu Hoshino                              |
| 1993 | Oz                                                                | Natsumi Itsuki                                |
| 1994 | Granlover Monogatari                                              | Kyōko Shitō                                   |
| 1994 | Dai-Honya                                                         | Miki Tori                                     |
| 1995 | Nausicaä aus dem Tal der Winde                                    | Hayao Miyazaki                                |
| 1996 | Kiseijū                                                           | Hitoshi Iwaaki                                |
| 1997 | Ushio to Tora (うしおととら)                                      | Kazuhiro Fujita                               |
| 1998 | SF Taishō (SF大将)                                                | Miki Tori                                     |
| 1999 | Runna-hime Hōrōki                                                 | Eiji Yokoyama                                 |
| 2000 | Itihāsa                                                           | Waka Mizuki                                   |
| 2001 | Card Captor Sakura                                                | CLAMP                                         |
| 2002 | Planetes                                                          | Makoto Yukimura                               |
| 2003 | Chrono Eyes                                                       | Yūichi Hasegawa                               |
| 2004 | Kanata Kara                                                       | Kyōko Hikawa                                  |
| 2005 | Bremen II                                                         | Izumi Kawahara                                |
| 2006 | Onmyōji                                                           | Reiko Okano und Baku Yumemakura               |
| 2007 | Yokohama Kaidashi Kikō                                            | Hitoshi Ashinano                              |
| 2008 | 20th Century Boys                                                 | Naoki Urasawa                                 |
| 2009 | Trigun Maximum (トライガン・マキシマム)                           | Yasuhiro Nightow                              |
| 2010 | Pluto: Urasawa × Tezuka                                           | Naoki Urasawa, Osamu Tezuka                   |
| 2011 | Fullmetal Alchemist                                               | Hiromu Arakawa                                |
| 2012 | Kidō Senshi Gundam: The Origin                                    | Yoshikazu Yasuhiko                            |
| 2013 | Hoshi o Tsugu Mono                                                | James P. Hogan (Vorlage) und Yukinobu Hoshino |
| 2014 | Narue no Sekai                                                    | Tomohiro Marukawa                             |
| 2015 | Moyashimon                                                        | Masayuki Ishikawa                             |
| 2016 | Knights of Sidonia                                                | Tsutomu Nihei                                 |
| 2017 | Kochira Katsushika-ku Kameari-kōen Mae Hashutsujo                 | Osamu Akimoto                                 |
| 2018 | Soredemo Machi wa Mawatteiru                                      | Masakazu Ishiguro                             |
| 2019 | Shōjo Shūmatsu Ryokō (少女終末旅行)                               | Tsukumizu                                     |
| 2020 | Babiron made wa nankōnen? (バビロンまでは何光年？)                | Seiman Dōman                                  |
| 2021 | Kimi o shinasenai tame no monogatari (きみを死なせないための物語) | Toriko Gin, Senta Nakazawa                    |
| 2022 | Zettai Karen Children                                             | Takashi Shiina                                |
| 2023 | Ketzer – Tödliches Wissen über die Bewegungen der Erde            | Uoto                                          |
| 2024 | Delicious in Dungeon                                              | Ryōko Kui                                     |